# 萊文沃思鎮區 (明尼蘇達州布朗縣)
萊文沃思鎮區（英語：Leavenworth Township）是位於美國明尼蘇達州布朗縣的一個行政鎮區。

## 地方資料
萊文沃思鎮區的面積為91.60平方千米，當中陸地面積為90.90平方千米，而水域面積為0.70平方千米。根據2020年美國人口普查的數據，當地共有人口271人，而人口密度為每平方千米2.96人。